# Toyota Corolla Cross
O Toyota Corolla Cross (em japonês:  トヨタ・カローラクロス, transl. Toyota Karōra Kurosu) é um SUV crossover do segmento C ("médio" no Brasil) produzido pela montadora japonesa Toyota desde 2020. Adotando o nome do Corolla, ele se posiciona como uma alternativa mais prática e maior ao C-HR e construído na mesma plataforma TNGA-C (GA-C) do Corolla da série E210. Por tamanho, o Corolla Cross está posicionado entre o menor C-HR – com o qual o Corolla Cross compartilha a plataforma – e o maior RAV4 na linha global de SUVs crossover da Toyota.
Foi apresentado pela primeira vez na Tailândia em julho de 2020, juntamente com outros mercados do Sudeste Asiático e Taiwan no mesmo ano, enquanto sua introdução em outros mercados começou em 2021.
O modelo gêmeo do Corolla Cross, chamado Toyota Frontlander (em chinês:  锋兰达, transl. Fēnglándá), está disponível exclusivamente na China. Foi introduzido no final de 2021.

## Visão geral
O Corolla Cross é o segundo crossover da Toyota produzido na plataforma GA-C, depois do menor C-HR lançado em 2016. O veículo compartilha a mesma distância entre eixos de 2.640 mm do C-HR, mas ocupa uma área maior priorizando o interior espaço e praticidade. Para os modelos de tração dianteira, ele é equipado com uma suspensão dianteira MacPherson e uma suspensão traseira com barra de torção em vez de uma suspensão traseira independente usada no Corolla normal e no C-HR para economizar espaço interior e reduzir custos, enquanto os modelos com tração nas quatro rodas ainda vêm com unidades traseiras independentes. O desenvolvimento foi liderado pelo engenheiro-chefe Daizo Kameyama.
O interior é compartilhado com o Corolla normal, com pequenas reformulações. Ele oferece um espaço de porta-malas de 487 litros se equipado com um kit de reparo de pneus e 440 litros com um pneu sobressalente temporário.
Em dezembro de 2023, o Corolla Cross é produzido no Japão, Tailândia, Taiwan, Brasil, Estados Unidos, Malásia, China, África do Sul e Paquistão.

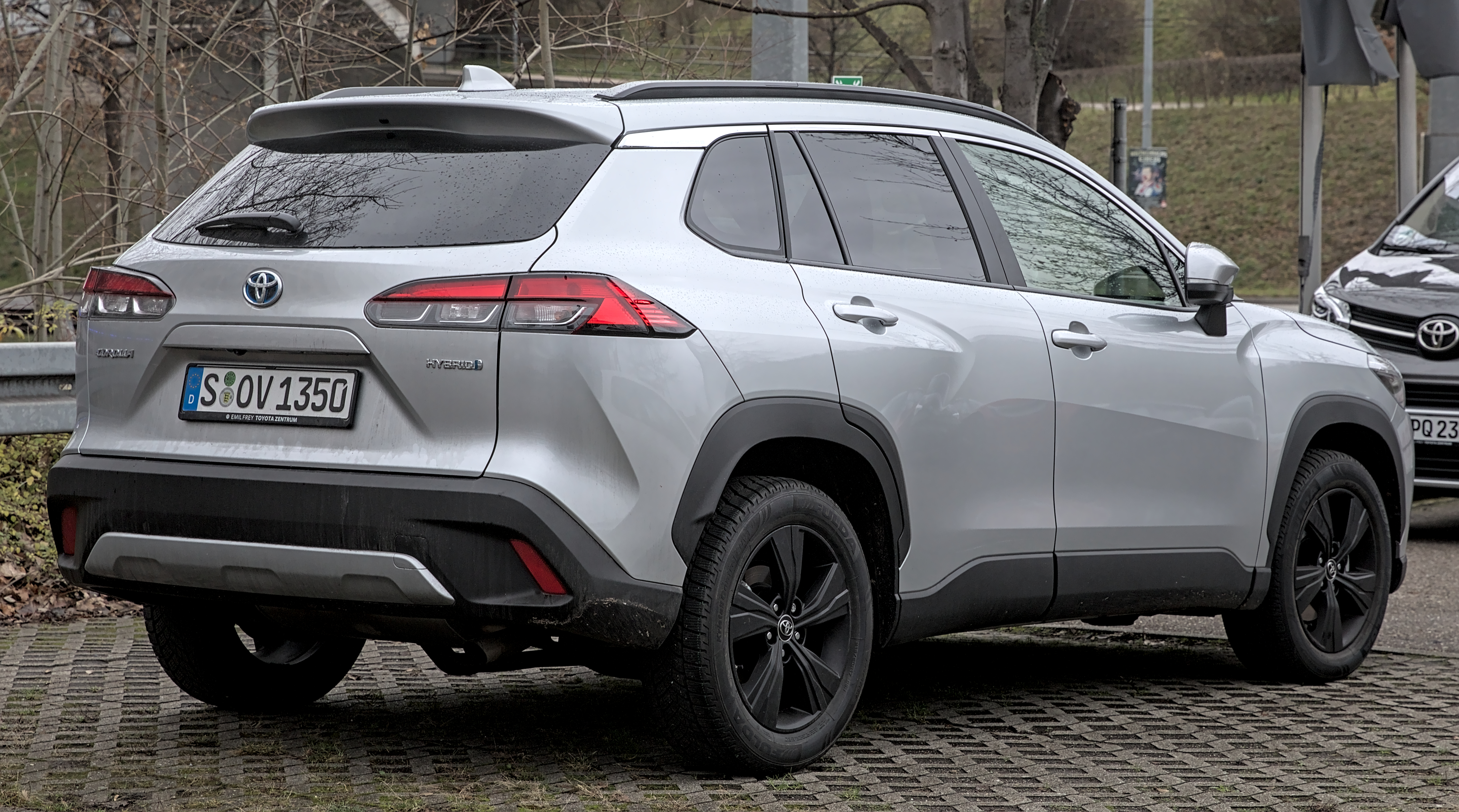
Vista traseira
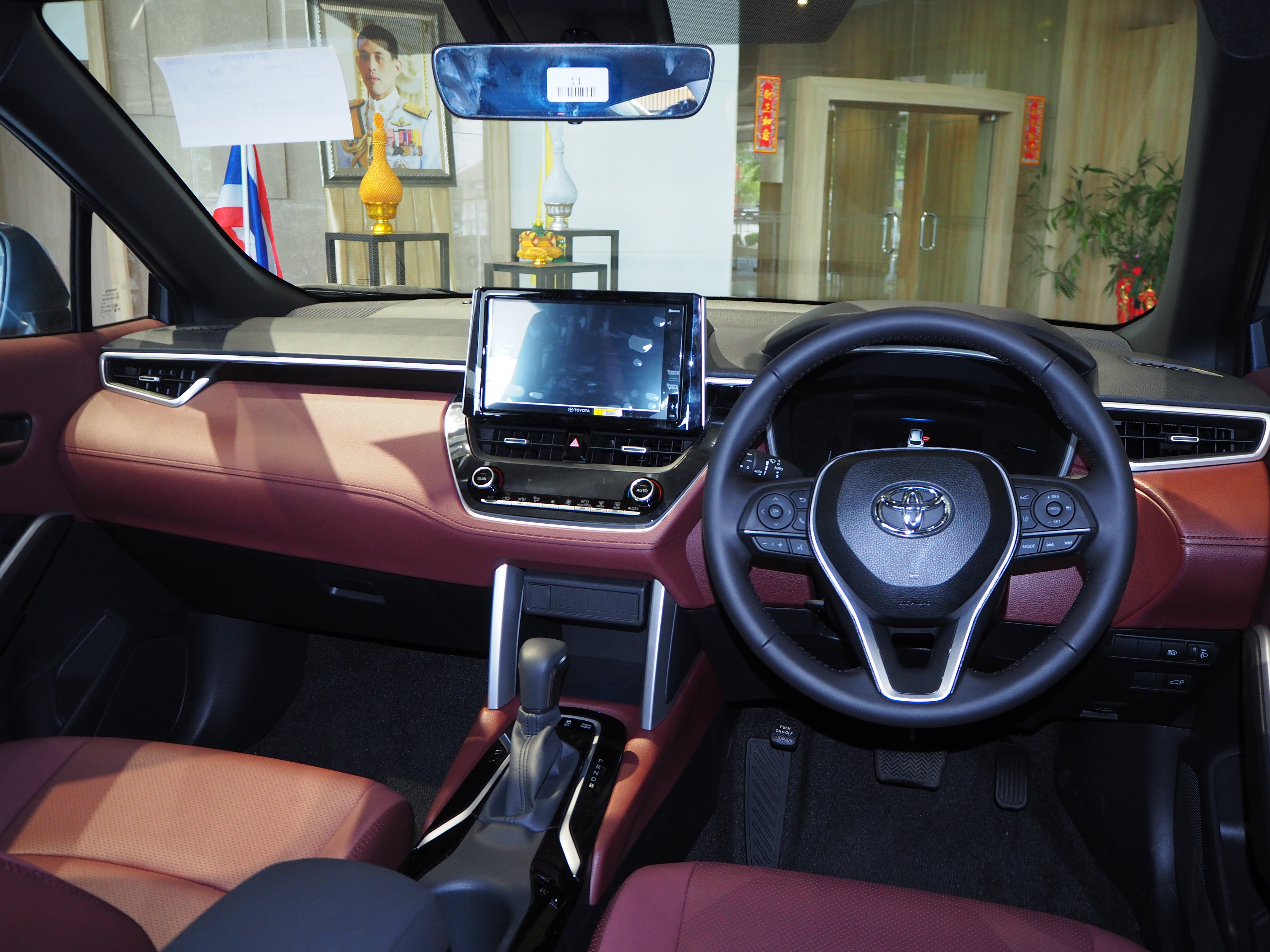
Interior

## No Brasil
O Corolla Cross foi revelado no Brasil em 12 de março de 2021. Fabricado localmente na fábrica de Sorocaba, ele é alimentado por um motor flex M20A-FKB 2.0 com injeção direta para as versões XR e XRE, ou um motor híbrido flex 2ZR-FXE 1.8 para as versões XRV e XRX. A Toyota pretendia que a versão híbrida contribuísse com 30% das vendas totais do Corolla Cross no país. Também é exportado para 22 países da América Latina e para o Caribe. Foi introduzido na categoria de SUVs médios.

## Vendas
| Ano  | Japão  | Tailândia | Vietnã | Indonésia | Malásia | Filipinas | Taiwan | EUA    | Canadá | México | Colômbia | Brasil | Argentina | Europa | África do Sul | Austrália |
| ---- | ------ | --------- | ------ | --------- | ------- | --------- | ------ | ------ | ------ | ------ | -------- | ------ | --------- | ------ | ------------- | --------- |
| 2020 |        | 12.945    | 7.070  | 1.101     |         | 598       | 12.080 |        |        |        |          |        |           |        |               |           |
| 2021 | 17.780 | 18.770    | 18.411 | 1.519     | 3.735   | 1.539     | 40.675 | 7.203  |        | 316    | 380      | 34.255 | 4.629     |        | 3.610         |           |
| 2022 | 59.070 | 20.979    | 21.473 | 1.001     | 17.208  |           | 39.585 | 56.666 | 9.263  | 2.552  | 5.383    | 42.460 | 12.691    | 11.417 | 15.841        | 2.563     |
| 2023 | 67.350 | 18.730    | 10.485 | 1.217     | 18.095  | 3.366     | 37.412 | 71.110 | 13.140 | 3.236  | 5.798    | 42.075 | 11.350    | 47.026 | 22.592        | 7.932     |
| 2024 |        | 15.032    | 7.644  | 109       | 14.805  | 3.921     | 33.788 | 93.021 |        | 7.376  | 7.514    | 47.784 | 15.418    | 54.447 | 21.861        | 8.902     |